# Dragrustning
Dragrustning eller dragutrustning för vävning av damast eller upphämta (även opphämta) kan monteras vid sidan av vävstolen eller mitt framför, ovanför slagbommen.
Med dragrustningen blir mönsterbilden liksidig över hela väven, utifrån vilken solvning som skett i den bakre solvningen i vävstolen.

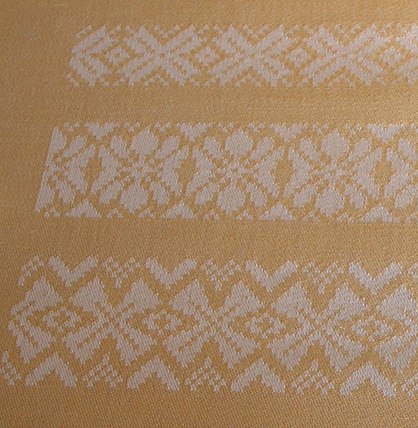
Bård i damast med dragrustning.
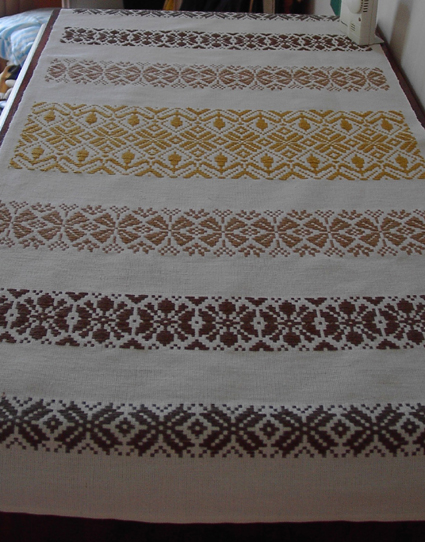
Nästan samma bårder i upphämta i löpare.

I damast är mönstret invävt i tyget, men i upphämta ligger mönstret ovanpå bottenbindningen. Damasten behöver således inte ta hänsyn till flotteringar i mönsterbilden.
Dragrustningen uppges i NE ha uppfunnits några århundraden e.Kr i Främre Orienten. När den först kom till Skandinavien framgår inte av källan, men på slott och herresäten fanns det möjligen runt 1500-1600-talet.